# Dínamo de Futebol e Regatas
O Dínamo Futebol e Regatas foi um clube de futebol brasileiro, sediado em Brasília, no Distrito Federal. Disputava o campeonato brasiliense nos anos de na sua era amadora. Foi vice-campeão do campeonato no ano de 1964.
Muda de nome para Dínamo Esporte Clube na década de 80 e disputa o Departamento Autônomo entre 1983 e 1987.

## Campeão brasiliense da segunda divisão de 1963
O Dínamo foi campeão da segunda divisão de 1963. O título da segunda divisão não garantia a vaga na primeira divisão. O clube teria que disputar a repescagem com o Alvorada o último colocado na primeira divisão. 

### Repescagem
Primeiro jogo
27/10/1963 Dínamo 0 x 1 Alvorada 
Segundo jogo
03/11/1963 Alvorada 4 x 1 Dínamo 

## Vice campeão brasiliense de amadores de 1964
Em 1964 foi disputado dois campeonatos brasilienses (amador e profissional). O time do Dínamo formado basicamente por policiais militares disputou o campeonato de amadores.
Disputado por sete clubes e em pontos corridos, o Dínamo brigou pelo título até a última rodada ficando a um ponto do campeão Guanabara.
Campanha: 12 J - 07 V - 03 E - 02 D - 23 GP - 14 GC 

## Vice campeão do Torneio início de amadores de 1964
Em 10 de maio de 1964 foi disputado o Torneio início do Campeonato Brasiliense de amadores, no estádio Aristóteles Góes. O Dínamo eliminou o Vila Matias (2 x 0) e venceu o Guanabara nos pênaltis após um empate sem gols para chegar a final contra o Nacional.
Na final o Nacional levou a melhor vencendo por 3 a 0. 